# Americo Del Ventura
Americo Del Ventura (Roma, 12 marzo 1903 – Roma, 1990) è stato un violinista italiano.

## Biografia
Nato in via del Babuino 47, studia presso il Collegio degli Artigianelli a Santa Prisca, ed inizia a suonare il violino.
Nel 1921 comincia a lavorare come accompagnatore di film muti ai cinema Imperiale di via Frattina, Centrale e Romano di piazza Campo de' Fiori, suonando con l'orchestra del maestro Tavernier di Napoli e con il maestro Giovanni Rinaldo Palombi, insegnante al Conservatorio Santa Cecilia, ed è proprio in questo periodo che si avvicina al jazz, accostando il suo strumento a questa musica.
Nel 1930 entra nell'orchestra che accompagna il ballerino e cantante statunitense (ma di nascita etiope) Harry Flemming: con questo gruppo (che comprende Angelo Celli, Harry Phillips e Gaetano Gimelli alla tromba, Eddie Norman e Beppe Mojetta al trombone, Lou Rothé e José Casa al sax alto, Freddy Culley al sax tenore, Matteo Ortuso al clarinetto, Cosimo Di Ceglie alla chitarra, Ralph Phillips al contrabbasso, Rudy Pätz alla batteria e Bobby Wolley al pianoforte e agli arrangiamenti) effettua le sue prime registrazioni, pubblicate su vari 78 giri dallaColumbia, ristampate in CD nel 2004; compie inoltre numerosi tour in Italia e all'estero.
Nel 1934 abbandona il gruppo di Harry Flemming e forma una propria orchestra, con Dick Stauf alla batteria, Italo Scotti alla tromba e Giuliano Pomeranz al pianoforte. L'anno successivo il gruppo si esibisce al Colibrì di Roma e nel 1936, dopo aver arruolato Gianni D'Ovidio, viene scritturato per due mesi dall'Hotel Ligure di Torino.
Suona poi nello stesso anno a Rotterdam con l'Orchestra Argentina di Tango di Eduardo Bianco e l'anno successivo si trasferisce in Etiopia con la compagnia di rivista di Gaetano Franco; lì forma nuovi gruppi e si esibisce per molti anni in vari locali, effettuando altre incisioni.
Torna in Italia solo nel 1976, ma riprende l'attività musicale solo nel 1988, con la registrazione di alcune sessioni insieme al chitarrista Silvano Chimenti, ad Antonello Vannucchi, a Giorgio Rosciglione e Sergio Conti.
Muore due anni dopo in miseria e dimenticato; le sue registrazioni hanno iniziato ad essere ristampate solo recentemente.

## Discografia parziale

### CD
- 2004 - Jazz in Italy: dalle origini alle grandi orchestre (Riviera Jazz Records, RJR CD 004; registrazioni risalenti agli anni '20 e '30)